# Droga wojewódzka nr 165
Droga wojewódzka nr 165 (DW165) – droga wojewódzka klasy G w woj. zachodniopomorskim o długości ok. 80,7 km łącząca Kołobrzeg, Koszalin i  w Bobolice. Drogę wytyczono po dawnym śladzie drogi krajowej nr 11.

## Poprzedni przebieg
Poprzednio droga wojewódzka łączyła Mielno z drogą krajową nr 11 w Mścicach pod Koszalinem. Droga przebiegała przez powiat koszaliński od skrzyżowania ze światłami w Mścicach do centrum Mielna. 
Droga na całej długości pozbawiona została kategorii drogi wojewódzkiej na mocy uchwały Sejmiku Województwa Zachodniopomorskiego nr XIV/178/20 z 12 marca 2020 roku.

## Miejscowości leżące przy trasie DW165
- Kołobrzeg
- Ustronie Morskie
- Tymień
- Borkowice
- Będzino
- Mścice
- Koszalin (S6)
- Bonin
- Manowo
- Mostowo
- Grzybnica
- Kłanino (S11)
- Przydargiń
- Głodowa
- Bobolice (DK25)